# Augusto Castro
Cet article concerne le coureur de BMX. Pour le diplomate, voir Augusto de Castro.
Augusto Castro Herrera, né le 19 décembre 1986 à Medellín , est un coureur cycliste colombien, spécialiste du BMX.
Il a notamment représenté la Colombie aux Jeux olympiques d'été de 2008 et a remporté plusieurs titres nationaux colombiens, ainsi qu'un titre mondial en BMX cruiser chez les juniors (moins de 19 ans) aux mondiaux de 2004 à Valkenswaard.
Il annonce sa retraite en août 2013.

## Palmarès

### Jeux olympiques
- Pékin 2008
  - Éliminé en quarts de finale du BMX

### Championnats du monde
- Valkenswaard 2004
  -  Champion du monde de BMX cruiser juniors
- Victoria 2007
  - 7e du BMX

### Coupe du monde
- 2009 : 45e du classement général
- 2010 : 23e du classement général
- 2011 : 25e du classement général
- 2012 : 65e du classement général

### Jeux sud-américains
- Buenos Aires 2006
  -  Médaillé d'argent du BMX en 20 pouces
- Medellín 2010
  -  Médaillé d'or du BMX en 20 pouces
  -  Médaillé d'or du BMX en 24 pouces

### Jeux d'Amérique centrale et des Caraïbes
- Mayagüez 2010
  -  Médaillé d'argent du BMX

### Championnats de Colombie
- 2012
  -  Champion de Colombie de BMX